# Gori
 Ikke at forveksle med Gori (træbeskyttelsesmidel).
Gori (georgisk: გორი, tr. gori) er en by i den georgiske provins Kartli med 44.524 (2022) indbyggere. Byen blev grundlagt af en af Georgiens største konger, David IV af Georgien (1089-1125). Gori ligger ved udmundingen af vandløbet Liakhvi i Mtkvari-floden.
Generalsekretær for Sovjetunionens kommunistiske parti fra 1922 til 1953 Josef Stalin blev født i Gori i 1879.

## Josef Stalinmuseet
Museet har tre sektioner, alle beliggende ved byens centrale torv. Det blev officielt indviet i 1957. Med opløsningen af Sovjetunionen og Gerorgiens frihedsevægelse, blev museet lukket i 1989, men er siden blevet genåbnet, og er en populær turistattraktion.
Træbarakken, hvor Stalin blev født i 1878 og tilbragte sine første fire år, er bevaret i museumshaven. Stalins far, Vissarion  Dzjugasjvili, en lokal skomager, havde lejet sig ind barraken og havde sit værksted i kælderen.
I haven er Stalins personlig togvogn udstillet. Togvognen blev fremstillet i 1941, pansringen bringer vognens vægt op på 43 t og indeholder bl.a. køkken, badeværelse, sovekupeér og spisestue. Togvognen blev blandt andet benyttet i forbindelse med konferencerne i Jalta og Teheran.
Over byen ligger middelalderborgen Goris-tsikhe.

## Kendte personer fra Gori
- Josef Stalin - politiker
- Vasja-Psjavela - digter blev uddannet i Gori.